# Nowowasyliwka
Nowowasyliwka (ukr. Нововасилівка) – osiedle typu miejskiego na Ukrainie w rejonie pryazowskim obwodu zaporoskiego.

## Historia
Status osiedla typu miejskiego posiada od 1957.
W 1989 liczyła 3304 mieszkańców.
W 2013 liczyła 2465 mieszkańców.